# Elizabeth Mafekeng

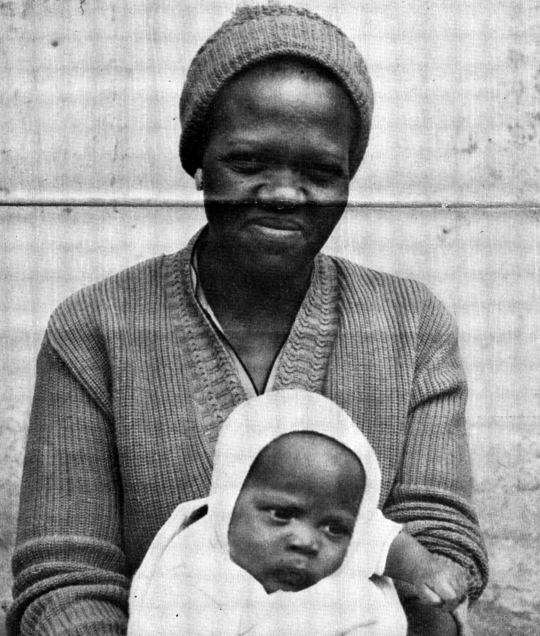
Mafekeng mit dem jüngsten ihrer elf Kinder (1959)

Elizabeth Mafekeng (* 18. September 1918 in Tarkastad, Kapprovinz, Südafrika; † 28. Mai 2009) war eine südafrikanische Anti-Apartheids-Aktivistin und Gewerkschaftsführerin.

## Leben

### Jugend
Elizabeth Mafekeng wurde am 18. September in dem kleinen Ort Tarkastad in der Nähe von Queenstown im östlichen Teil der Kapprovinz Südafrikas geboren. Mafekengs Familie lebte in sehr einfachen Verhältnissen, sodass die Familie 1927, als Mafekeng 14 Jahre alt war, nach Paarl in den westlichen Teil der Kapprovinz umzog. Damit sie ihre Familie unterstützen konnte, verließ Mafekeng 1932 die Schule, um in der H. Jones Canning Factory, einer Konservenfabrik, unter schwierigen Bedingungen am Fließband zu arbeiten.

### Politisches Engagement
Die gesellschaftlichen und wirtschaftlichen Verhältnisse Südafrikas veränderten sich mit Beginn des Zweiten Weltkriegs, insbesondere die Urbanisierung der industriellen Zentren nahm sehr stark zu, zahlreiche neue Fabriken und Industrien wurden geschaffen. 1941 trat Mafekeng sowohl der aufstrebenden Food and Canning Workers Union (FCWU) als auch der Communist Party of South Africa (CPSA) bei. In der FCWU blieb sie bis 1947, bis die Apartheidsregierung die Gewerkschaften zwang, diese ebenfalls gruppenspezifisch zu unterteilen. Neben der FCWU wurde daher eine African Food and Canning Workers Union (AFCWU) für Schwarze geschaffen. Mit der Verschärfung der Apartheidsgesetze Anfang der 1950er Jahre, die unter anderem auch die CPSA verboten, ging Mafekeng in den Widerstand und schloss sich 1952 der Defiance Campaign des African National Congress (ANC) an. Anfang der 1950er Jahre war sie Vizevorsitzende der ANC-Frauenorganisation.
1954 wählten die Mitglieder der AFCWU Mafekeng zu ihrer Vorsitzenden. Im gleichen Jahr war sie Mitgründerin der Federation of South African Women. Mafekeng war ebenso Delegierte der South African Food Workers bei einer Konferenz in Sofia (Bulgarien), ihr Heimatland verließ sie als „Dienerin“ verkleidet ohne Reisepass. In Bulgarien erlebte sie, nach einer Aussage, erstmals „menschliche Behandlung ohne Diskriminierung“. Nach ihrer Rückkehr erlitt Mafekeng Drangsalierungen und Befragungen aufgrund ihrer Auslandsreise.

### Exil in Lesotho und späte Rückkehr
Durch südafrikanische Behörden wurde am 31. Oktober 1959 angekündigt, Mafekeng nach einer großen Demonstration in Paarl in den Norden der Kapprovinz zu deportieren, wo sie auf einer abgelegenen Farm bei Vryburg leben sollte. Sie selbst floh zuvor am 8. November nach Basutoland (das spätere Lesotho). Am Tag danach ereignete sich auf der Straße vor ihrem verlassenen Wohnhaus eine Demonstration von 3000 Personen. Dabei kam es zu Steinwürfen auf vorbeifahrende Autos und es soll einige Schüsse gegen die Polizei gegeben haben. Polizeieinheiten lösten die Versammlung unter Anwendung von Schusswaffen auf, in dessen Verlauf es zu 12 verletzten Demonstranten kam, ein Zivilist starb durch eine Messerattacke. Mafekeng kehrte erst nach 1990, nach Ende der Apartheid, in ihr Heimatland Südafrika zurück. Die FCWU errichtete Mafekeng ein Wohnhaus im Mbewekni-Township in Paarl.
Mafekeng starb am 28. Mai 2009.